# Конгсомпонг, Сунтхорн
Сунтхорн Конгсомпонг (тайск. สุนทร คงสมพงษ์) — де-факто глава правительства Таиланда в 1991—1992 годах. Получил должность после государственного переворота 1991 года, организованного им самим вместе с генералом Сучиндой Капраюном, и сместившего правительство премьер-министра Чатчая Чунхавана 23 февраля 1991 года. Генералы обвинили Чатчая в политической коррупции и организовали Национальный совет по поддержанию мира в качестве временного правительства.
В марте 1991 года премьер-министром был назначен Анан Панъярачун, но управление страной всё ещё осуществлял Совет по поддержанию мира.
Сунтхорн завершил политическую карьеру в мае 1992 года, после опубликования новой конституции, которая запретила военным офицерам занимать пост премьер-министра.
У Сунтхорна есть сын Апират Конгсомпонг, являющийся командиром армии с 2018 года.

## Награды

### Иностранные награды
- Малайзия: Почётный командир Ордена верности малайзийской короне (1987)[2]